# 資訊型廣告

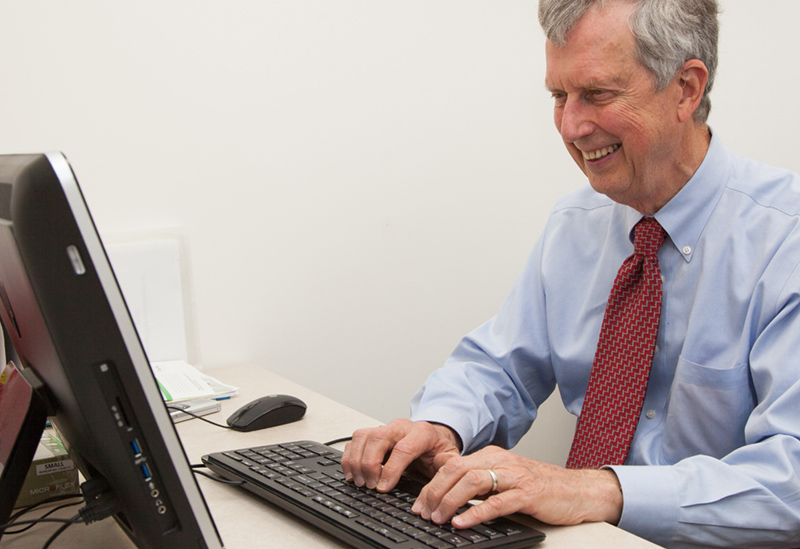
廣告資訊偽裝成一般內容，降低廣告負面觀感，提高閱聽比例。（如圖，閱聽觀看資訊型廣告，是微笑開心的汲取資訊，而非不耐煩的屏蔽內容）

資訊型廣告（infomercial）是一種播出時間與普通電視節目一樣長的電視廣告，通常播出時間長達30分鐘至1小時，而播出時段則為電視台收視狀況較不好或是家庭主婦較常收看的上午、下午或深夜。其特點是會提供消費者直接聯絡廣告主購買產品的方式，好像专门透過電視进行購物一樣，因此常误称为電視購物。

## 資訊型廣告特點
資訊型廣告通常伪造成成一般電視節目（例如脫口秀、綜藝節目、益智節目、生活新知、对话节目等），並重複在不同時段甚至不同頻道播出，一般閱聽人在第一次或甚至多次觀看後，並無法察覺節目究竟為廣告或節目。有時候資訊型廣告甚至會邀請曾經拍攝相同型態節目的名人來主持資訊型廣告，例如在台灣主持益智節目的謝震武律師也為記憶訓練課程拍攝了類似型態的資訊型廣告，讓許多閱聽人絲毫無法分辨。
資訊性廣告與一般廣告另一個主要的差異在於，資訊性廣告的性質與購物節目或購物頻道類似，銷售結果需要立即被量化，並且會在節目中或節目後提供消費者直接聯絡廣告主的方式，適合可立即銷售的產品，例如減肥、豐胸、美容、各種快速課程等等。而一般廣告並不提供消費者聯絡廣告主的方式，而是希望塑造品牌或產品在市場上的形象及知名度。
資訊型廣告通常會在偽裝的節目中技巧性地介紹產品，或請廣告主擔任節目特別來賓，並經常使用顯著的廣告標語、一再重複的銷售訊息、邀請與科學相關的人物或是知名人物主持或出席。
由於資訊型廣告特殊的製播方式，消費者權益組織建議消費者購買之前要小心研究廣告內容，因為資訊型廣告通常會將產品的真實訊息隱藏起來，在消費者購買之前並不容易取得相關資訊。
過去的資訊型態購物存在已久，不過在台灣進行24小時的電視購物則是近十五年的狀況，電視購物過去的播出時間有長有短，長的有到兩個小時，短的有到十分鐘。銷售的商品五花八門，從最能夠理解的鍋碗瓢盆、五金家具、清潔收納品、流行服飾、機能紡品、長短旅遊、珠寶配飾、珠寶玉石、家電周邊、藝術收藏、美容保養、養生保健、生鮮蔬果、居家寢具、理財保險、語言學習、開運風水、戶外休閒品、各種交通工具（腳踏車到百萬轎車）、運動器材、銀髮保健品、本土特產、異國美食等等。
不同的領域隨著消費者的喜好有著興衰枯榮的循環週期，有一些可能是著重在節慶販售，有一些則是在年齡層為不同購買族群，也有一些是時令商品（太陽眼鏡跟保暖衣物），也有一些是屬於常態的民生必需品，不同的領域在通路端有著不同的人進行負責。